# Der Mann Moses und die monotheistische Religion

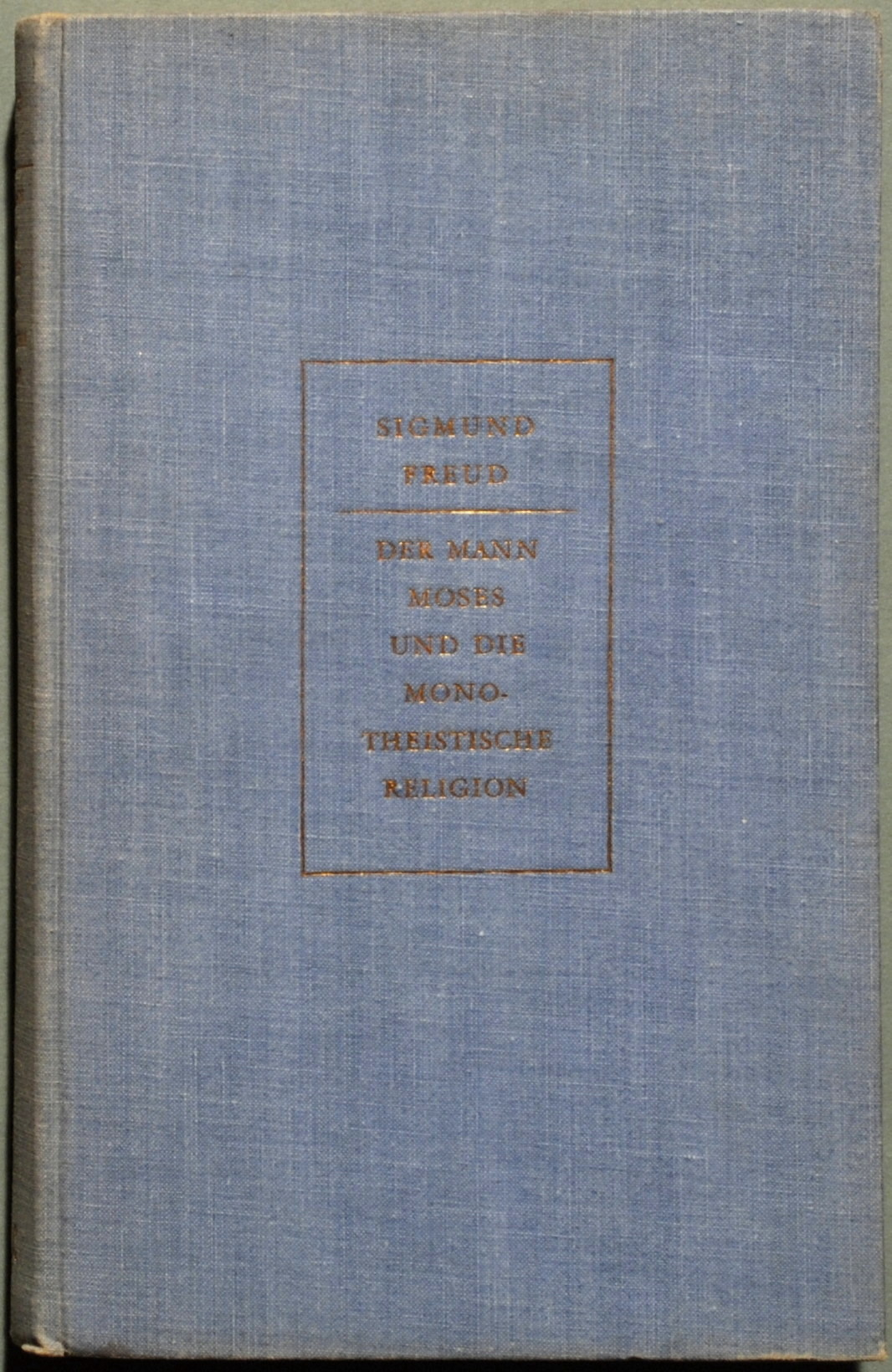
Verlagseinband der Erstausgabe 1939

Der Mann Moses und die monotheistische Religion ist eine Studie von Sigmund Freud. Es ist seine letzte Schrift, die er in seinem Todesjahr 1939 im Alter von 82 Jahren in seinem Londoner Exil herausgegeben hat.

## Einleitung
Freud leitet seine Schrift mit einem Bekenntnis ein:
„Einem Volkstum den Mann abzusprechen, den es als den größten unter seinen Söhnen rühmt, ist nichts, was man gern oder leichthin unternehmen wird, zumal wenn man selbst diesem Volke angehört. Aber man wird sich durch kein Beispiel bewegen lassen, die Wahrheit zugunsten vermeintlicher nationaler Interessen zurückzusetzen, und man darf ja auch von der Klärung eines Sachverhalts einen Gewinn für unsere Einsicht erwarten.“
Freud stützt sich in seinen weiteren Ausführungen auf die damals neuesten Erkenntnisse der Historiker bzw. Ägyptologen James H. Breasted, Eduard Meyer und Ernst Sellin, indem er den Religionsstifter Moses nicht einen Juden, sondern einen Ägypter nennt, und entwickelt die Aufsehen erregende Theorie, dass Moses, der während der Regentschaft des Reform-Pharao Echnaton (Amenhotep, Ikhnaton) gelebt haben soll, den semitischen Stämmen, die seit Jahrhunderten als Sklaven in Ägypten arbeiteten, die neue Aton-Religion „beigebracht“ habe.

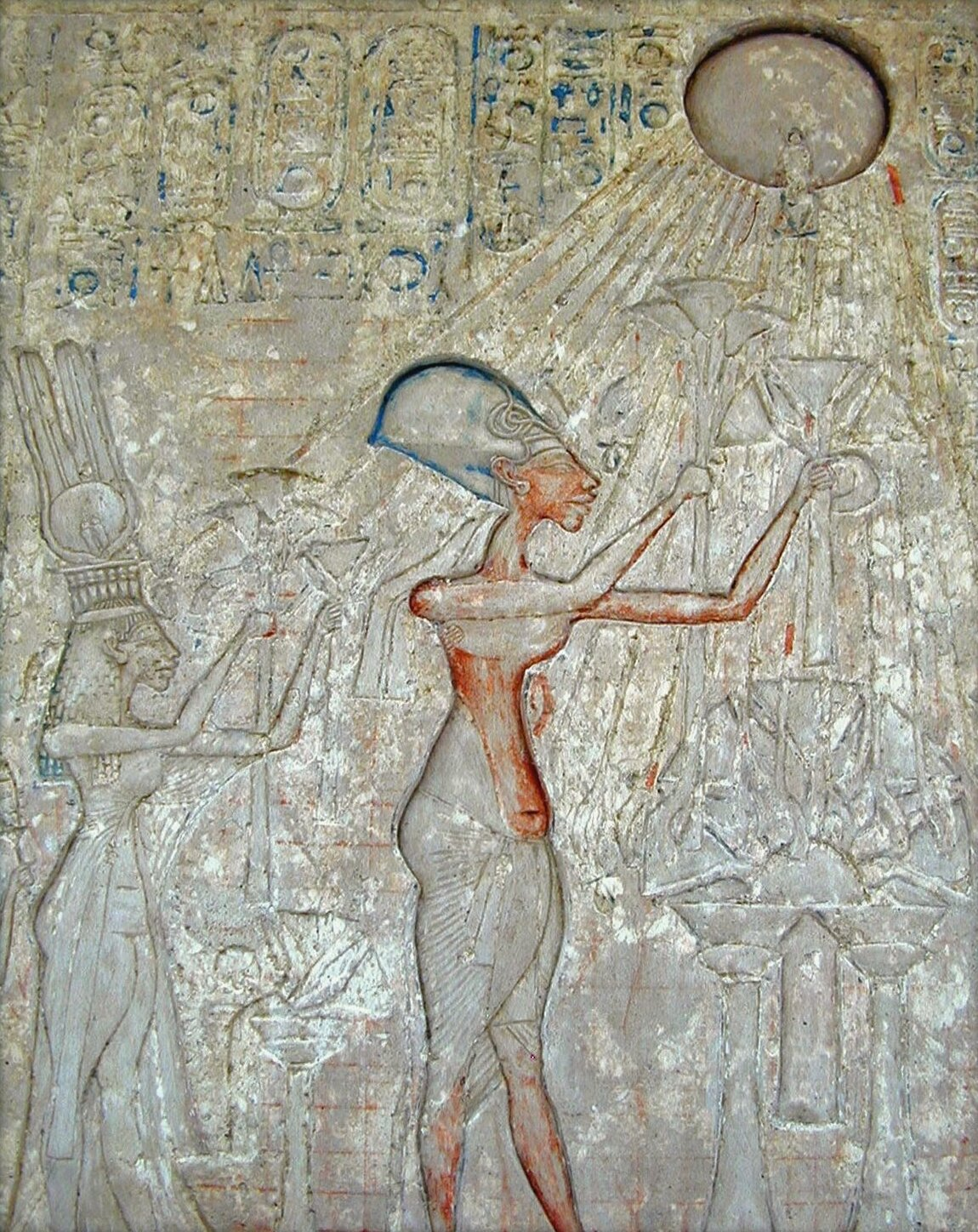
Echnaton mit Familie in Anbetung von Aton

Dass Moses ein Ägypter gewesen sein soll, leitete Freud u. a. aus den beschriebenen Sprachproblemen Moses ab, der sich zuweilen seines Bruders Aaron bediente, wenn er zu den Israeliten sprechen wollte.
Nach dem Bericht der Bibel Ex 2,1-10  werden Moses Eltern als dem Stamm Levi (Ex 2,1) angehörig bezeichnet. Die Adoption durch die Tochter des Pharao und der scheinbare Widerspruch der völkischen Zugehörigkeit (Ägypter / Hebräer) wird von Sigmund Freud nach dem Konzept des Familienromans ausgelegt.

## Echnaton als Begründer des Monotheismus
Freud nimmt weiter detailliert an, dass bis zur Herrschaft Echnatons (um 1350 v. Chr.) Ägypten von einer einflussreichen, konservativen Priesterschaft dominiert wurde, die dem Amun-Kult der Vielgötterei und dem Jenseitsglauben (prächtige Grabstätten, Grabbeigaben, Totenkult, Mumifizierung) anhing. Echnaton erkannte, dass alles Leben von der „Energie“ der Sonne (Sonnenstrahlen, Sonnenlicht) abhängig war, und soll aus dieser Erkenntnis gemeinsam mit seiner  Gemahlin Nofretete die erste monotheistische Religion entwickelt haben, die erstmals Moral, aber kein Jenseits kannte. Im neuen Kult gab es nur noch den Sonnengott Aton, dargestellt durch eine Sonnenscheibe.

## Der Vatermord an Moses
Ähnlich wie Breasted nimmt Freud an, nach dem Tod Echnatons habe das alte Priester-System wieder die Macht gewonnen, die Aton-Ketzerei abgeschafft und alle Symbole und Bauwerke, die daran erinnerten, vernichtet. Moses, ein Anhänger, Gouverneur oder Priester des Echnaton, habe die neue Religion so sehr verinnerlicht, dass er sie als große Idee den hebräischen Stämmen, dem „auserwählten Volke“, nahegebracht habe und später mit ihnen aus Ägypten geflohen sei. Auf der Halbinsel Sinai ließen sie sich nieder und vermischten sich dort mit anderen hebräischen Stämmen, den Midianitern. Diese beteten den strengen Vulkangott JHWH (Jahwe) an. Offensichtlich, so spekuliert Freud, kam es dann zu einer Art „Religionskrieg“, bei dem Moses ermordet wurde. Seine engen Vertrauten, die Leviten, hätten jedoch die Aton-Lehre lebendig gehalten, und so habe sich im Lauf von Generationen „das schlechte Gewissen über den Vatermord“ zu einer Art Trauma und einer Moses-Verehrung gewandelt, die in den jüdischen Schriften – die Jahrhunderte später entstanden – ihren mystifizierten Ausdruck gefunden hätten. Vor allem in der Zeit des babylonischen Exils der jüdischen Stämme hätten die Propheten „die alten Moses-Zeiten“ glorifiziert und den Glauben an den Messias (Erlöser/Befreier) wachgehalten. Freud schreibt dazu:
„Es scheint, dass ein wachsendes Schuldbewusstsein sich des jüdischen Volkes, vielleicht der ganzen damaligen Kulturwelt bemächtigt hatte, als Vorläufer der Wiederkehr des verdrängten Inhalts. Bis dann einer aus dem jüdischen Volk in der Justifizierung eines politisch-religiösen Agitators den Anlass fand, mit dem eine neue, die christliche Religion sich vom Judentum ablöste. Paulus, ein römischer Jude aus Tarsus, griff dieses Schuldbewusstsein auf und führte es richtig auf seine urgeschichtliche Quelle zurück. Er nannte sie die ,Erbsünde‘, es war ein Verbrechen gegen Gott, das nur durch den Tod gesühnt werden konnte. Mit der ,Erbsünde‘ war der Tod in die Welt gekommen. Aber es wurde nicht an die Mordtat erinnert, sondern anstatt dessen ihre Sühnung phantasiert, und darum konnte diese Phantasie als Erlösungsbotschaft begrüßt werden. Ein ,Sohn Gottes‘ hatte sich als Unschuldiger töten lassen und damit die Schuld aller auf sich genommen. Es musste ein Sohn sein, denn es war ja ein Mord am Vater gewesen. Wahrscheinlich hatten Traditionen aus orientalischen und griechischen Mysterien auf den Ausbau der Erlösungsphantasie Einfluss genommen.“

## Von Moses zu Christus
Freud vermutet weiter, „dass die Reue um den Mord an Moses den Antrieb zur Wunschphantasie des Messias gab, der wiederkommen und seinem Volk die Erlösung und die versprochene ‚Weltherrschaft‘ bringen soll. Wenn Moses dieser erste Messias war, dann ist Christus sein Ersatzmann und Nachfolger geworden.“
In seiner Zusammenfassung über die Entstehung des Monotheismus schreibt Freud, es gebe bei der Masse der Menschen ein starkes Bedürfnis nach einer Autorität, die man bewundern kann, der man sich beugt, von der man beherrscht, eventuell sogar misshandelt wird. Dies sei die Sehnsucht nach dem Vater, die jedem von seiner Kindheit her innewohne.

## Kritik am Gottesglauben und Erklärung des Antisemitismus
Freud resümiert seine Ausführungen mit einer grundsätzlichen Kritik an den Gottesglauben:

„Wie beneidenswert erscheinen uns – den Armen im Glauben – jene Forscher, die von der Existenz eines höheren Wesens überzeugt sind! Für diesen großen Geist hat die Welt kein Problem, weil er selbst alle ihre Einrichtungen geschaffen hat. Wir verstehen, dass der Primitive einen Gott braucht als Weltschöpfer, Stammesoberhaupt, persönlichen Fürsorger. Dieser Gott hat seine Stelle hinter den verstorbenen Vätern, von denen die Tradition noch etwas zu sagen weiß. Der Mensch späterer Zeiten, unserer Zeit, benimmt sich in der gleichen Weise. Auch er bleibt infantil und schutzbedürftig – selbst als Erwachsener.“

Freud sieht im jüdischen Monotheismus gegenüber den Bildreligionen einen „Fortschritt in der Geistigkeit“. Im Bilderverbot (in den Zehn Geboten) stecke der entscheidende rationalistische Impuls. Der Monotheismus fundiere mit seinem Bilderverbot, der Verwerfung des magisch wirkenden Zeremoniells und der Betonung der ethischen Forderung des Gesetzes eine „existentielle Weltfremdheit“ und damit „allmähliche Entstrickung des Menschen aus den Zwängen der Idolatrie“  (der Anbetung von Götzenbildern), die seinen Geist gefangen halten. Im Antisemitismus kann Freud dann eine Reaktionsbildung gegen den Geist sehen, einen Antiintellektualismus. Er sieht den Antisemitismus als Aufbegehren gegen die Triebverzicht verlangende monotheistische Religion:

„Unter einer dünnen Tünche von Christentum sind sie geblieben, was ihre Ahnen waren, die einem barbarischen Polytheismus huldigten. Sie haben ihren Groll gegen die neue, ihnen aufgedrängte Religion nicht überwunden, aber sie haben ihn auf die Quelle verschoben, von der das Christentum zu ihnen kam. (…) Ihr Judenhass ist im Grunde Christenhass.“

## Freuds Aussagen zur Entstehung seiner Schrift
Freud war lange Zeit sehr unzufrieden über den aktuellen Zustand seiner Studie. In seinem Briefwechsel mit Arnold Zweig geht er an mehreren Stellen darauf ein. Er erwähnt den neuen Text erstmals am 30. September 1934: „Ich habe nämlich in einer Zeit relativer Ferien aus Ratlosigkeit, was mit dem Überschuß an Muße anzufangen, selbst etwas geschrieben, und das nahm mich gegen ursprüngliche Absicht so in Anspruch, daß alles andere unterblieb. Nun freuen Sie sich nicht, denn ich wette, Sie werden es nicht zum Lesen bekommen. Aber lassen Sie sich erklären, wie das zugeht […]“
„Angesichts der neuen Verfolgungen“ [der Juden durch die Nazis in Deutschland] „fragt man sich wieder, wie der Jude geworden ist und warum er sich diesen unsterblichen Haß zugezogen hat. Ich hatte bald die Formel heraus. Moses hat den Juden geschaffen, und meine Arbeit bekam den Titel: Der Mann Moses, ein historischer Roman […]“
„Das Zeug gliedert sich in drei Abschnitte, der erste romanhaft interessant, der zweite mühselig und langwierig, der dritte gehalt- und anspruchsvoll. An dem dritten scheiterte das Unternehmen, denn er brachte eine Theorie der Religion, nichts Neues zwar für mich nach >Totem und Tabu<, aber doch eher etwas Neues und Fundamentales für Fremde.“
Dann geht Freud darauf ein, warum er diesen Text zu diesem Zeitpunkt nicht veröffentlichen will. In der „katholischen Strenggläubigkeit“ des damaligen Österreich fürchtet er, dass durch diesen ‚Angriff’ auf die christliche Religion die Ausübung der Psychoanalyse in Wien verboten werden würde und die Psychoanalytiker alle erwerbslos wären.
„Und dahinter steht, daß mir meine Arbeit weder so sehr gesichert scheint noch so sehr gut gefällt. Es ist also nicht der richtige Anlaß zu einem Martyrium. Schluß vorläufig!“
Zweig machte Freud daraufhin den Vorschlag, den Text als kleinen Privatdruck und nur für ‚Eingeweihte’ in Jerusalem erscheinen zu lassen, worauf sich Freud nicht einlässt.
Am 16. Dezember 1934 schrieb Freud: „Mit dem Moses lassen Sie mich in Ruhe. Daß dieser wahrscheinlich letzte Versuch, etwas zu schaffen, gescheitert ist, deprimiert mich genug. Nicht daß ich davon losgekommen wäre. Der Mann, und was ich aus ihm machen wollte, verfolgt mich unablässig. Aber es geht nicht, die äußeren Gefahren und die inneren Bedenken erlauben keinen anderen Ausgang des Versuchs.“
Am 13. Februar 1935 schrieb er an Arnold Zweig, der damals in Haifa lebte: „Meinem eigenen Moses ist nicht zu helfen. Wenn Sie einmal wieder nach Wien kommen, dürfen Sie gerne dies zur Ruhe gelegte Manuskript lesen, um mein Urteil zu bestätigen.“
Zweig informiert Freud von Israel aus über einige Bücher, die ihm beim Moses-Thema möglicherweise weiterhelfen würden. Daraufhin schrieb Freud am 14. März 1935: „Dies die Enttäuschung. Bestärkt wurde mein Urteil über die Schwäche meiner historischen Konstruktion, die mich von der Veröffentlichung der Arbeit mit Recht abgehalten hat. Der Rest ist wirklich Schweigen.“
Dann kommt Freud eine unerwartete archäologische Entdeckung zu Hilfe. Er schrieb am 2. Mai 1935 an Zweig: „In einem Bericht über Tell el-Amarna, das noch nicht halb ausgegraben ist, habe ich eine Bemerkung über einen Prinzen Thotmes gelesen, von dem sonst nichts bekannt ist. Wäre ich ein Pfund-Millionär, so würde ich die Fortsetzung der Ausgrabungen finanzieren. Dieser Thotmes könnte mein Moses sein, und ich dürfte mich rühmen, daß ich ihn erraten habe.“
Nach Freuds Umzug nach London 1938 ändert sich der Ton seiner Stellungnahmen zu seinem Moses-Buch. Er muss nunmehr keine Rücksichten auf Wiener Verhältnisse nehmen und blickt der Veröffentlichung seines letzten Buches entspannter entgegen. Von London aus schrieb er am 28. Juni 1938 an Zweig: „Ich schreibe hier mit Lust am dritten Teil des Moses. Eben vor einer halben Stunde hat mir die Post einen Brief eines jungen jüdischen Amerikaners gebracht, in dem ich gebeten werde, den armen unglücklichen Volksgenossen nicht den einzigen Trost zu rauben, der ihnen im Elend geblieben ist. Der Brief war nett und wohlmeinend, aber welche Überschätzung! Soll man wirklich glauben, daß meine trockene Abhandlung auch nur einem durch Heredität und Erziehung Gläubigen, selbst wenn sie ihn erreicht, den Glauben stören wird?“

## Rezeption
Freuds 'historischer Roman' vermochte lange Zeit wenig zu überzeugen. In der neueren, wesentlich von der Studie von Yerushalmi und Derridas Auseinandersetzung mit ihr angestoßenen Diskussion werden Freuds Verdienste um das Verständnis von Tradition und kulturellem Gedächtnis gewürdigt. Bernstein hat die Moses-Studie als die Antwort auf eine Frage gedeutet, die sich Freud 1930 in seinem Vorwort zu der hebräischen Ausgabe von Totem und Tabu selbst gestellt hatte: "Fragte man ihn [den Autor von Totem und Tabu, also Freud selbst] Was ist an dir noch jüdisch, wenn du all diese Gemeinsamkeiten mit deinen Volksgenossen aufgegeben hast? so würde er antworten: Noch sehr viel, wahrscheinlich die Hauptsache. Aber dieses Wesentliche könnte er gegenwärtig nicht in klare Worte fassen. Es wird sicherlich später einmal wissenschaftlicher Einsicht zugänglich sein."
Freuds Werk motivierte Jan Assmann zu seinem Werk Moses der Ägypter, das den Grundstein zu einer Debatte über die Zusammenhänge von Monotheismus und Gewalt legte.
Der Politikwissenschaftler Paul Roazen hält "Freuds Beharren auf eine bestimmte historische Rekonstruktion" dafür verantwortlich, dass sein letztes Werk in seiner enormen Bedeutung für das politische Denken und die Methodologie der Geschichtsschreibung nicht ausreichend gewürdigt werde. Roazen schreibt hierzu: "Die Möglichkeiten, die Psychoanalyse derart auf die Geschichte anzuwenden, werden bei jedem größeren Versuch, die Geschichte eines Volkes zu verstehen, erkennbar; indem wir die Vergangenheit verstehen, indem wir uns die verschiedenen Kräfte bewusst machen, deren Bedeutung vernachlässigt wurde, kann Geschichte überwunden, die Vergangenheit gemeistert, Wiederholung vermieden werden."

## Ausgaben
- Erstausgabe: Der Mann Moses und die monotheistische Religion. Drei Abhandlungen. De Lange, Amsterdam 1939.
- Der Mann Moses und die monotheistische Religion, Fischer, Frankfurt am Main 1999, ISBN 3-596-26300-X.
- Der Mann Moses und die monotheistische Religion. Hrsg. Assmann, Jan. Reclam, ISBN 978-3-15-018721-0.
- Der Mann Moses, ein historischer Roman. Das Manuskript von 1934. Hrsg. Gindele, Thomas. Turia + Kant, Wien – Berlin. 2024

## Sekundärliteratur
- Jan Assmann: Moses der Ägypter: Entzifferung einer Gedächtnisspur. Fischer, Frankfurt 2004.
- Jan Assmann: Freuds Konstruktion des Judentums. In: Zs. Psyche, Februar 2002.
- Richard J. Bernstein: Freud und das Vermächtnis des Moses. Philo, Wien 2003.
- Jacques Derrida: Dem Archiv verschrieben. Eine Freudsche Impression. Brinkmann und Bose, Berlin 1997.
- Ilse Grubrich-Simitis: Freuds Moses-Studie als Tagtraum. Ein biographischer Essay. Fischer, Frankfurt 1994.
- Wolfgang Hegener: Wege aus der vaterlosen Psychoanalyse. Vier Abhandlungen über Freuds „Mann Moses“. Edition diskord, Tübingen 2001.
- Eveline List (Hrsg.): Der Mann Moses und die Stimme des Intellekts. Geschichte, Gesetz und Denken in Sigmund Freuds historischem Roman. Studienverlag, Innsbruck-Wien-Bozen 2007.
- Franz Maciejewski: Der Moses des Sigmund Freud. Ein unheimlicher Bruder. Vandenhoeck & Ruprecht, Göttingen 2006, ISBN 3-525-45374-4.
- Peter Schäfer: Der Triumph der reinen Geistigkeit. Sigmund Freuds "Der Mann Moses und die monotheistische Religion". Philo, Wien 2003.
- Thomas Schmidinger: Moses, der Antisemitismus und die Wiederkehr des Verdrängten. In: Transversal. Zeitschrift für jüdische Studien. 13. Jg., H. 2, Studienverlag, Graz 2012 ISSN 1607-629X S. 101–130.
- Yosef Hayim Yerushalmi: Freuds Moses. Endliches und unendliches Judentum. Wagenbach, Berlin 1992.